# Xã Laketon, Michigan
Xã Laketon (tiếng Anh: Laketon Township) là một xã thuộc quận Muskegon, tiểu bang Michigan, Hoa Kỳ. Năm 2010, dân số của xã này là 7.563 người.